# فهرنهايت 9/11
فهرنهايت 9/11 هو فيلم وثائقي من إنتاج عام 2004 م كتبه وأخرجه منتج الأفلام الأمريكي المخرج مايكل مور. وينتقد فيه المخرج الولاية الرئاسية للرئيس الأمريكي السابق جورج دبليو بوش بداياتها وأحداثها، أحداث 11 سبتمبر 2001، طريقة تعامل الرئيس الأمريكي ومعاونيه مع أحداث سبتمبر، الحرب على الإرهاب وطريقة تغطية وسائل الإعلام الإخبارية الأمريكية لتلك المواضيع.
صدر الفيلم بتاريخ 22 يونيو 2004 واستطاع أن يحقق رقما قياسيا في شباك التذاكر الأمريكية هو الأعلى من نوعه على صعيد الأفلام السياسية العامة، ترشح الفيلم للعديد من الجوائز وفاز بكثير منها أهمها جائزة النخلة الذهبية في مهرجان كان السينمائي عام 2004 م وانتهى به المطاف ب26 جائزة و12 ترشيحا.
كانت كلفة الفيلم 6 مليون دولار أمريكي وحقق إيرادا قدره الإجمالي 222,446,882 دولار أمريكي، أما عدد نسخ مبيعات الدي في دي والفي إتش إس للفيلم فقد قاربت في يوم إطلاقها الأول 2 مليون نسخة مسجلة بذلك أعلى مبيعات على صعيد الاقتناء المنزلي لفيلم من نوعه.

## الأفكار والقضايا
تطرق المخرج مايكل مور في الفيلم الذي مدته 122 دقيقة للأفكار والقضايا التالية:
- تزوير انتخابات عام 2000 م في ولاية فلوريدا وذلك أثناء الانتخابات الأمريكية للرئاسة.
- جلسات مجلس النواب الأمريكي، اعتراض النواب على مجريات الانتخابات وحالات الشطب والتزوير المتعمد، قرار المحكمة العليا الأمريكية بتعيين جورج دبليو بوش رئيسا للبلاد.
- مراسم تنصيب الرئيس بوش، موكب الاحتفال الذي تم قطعه خوفا من أعمال شغب أكبر، وإلغاء مراسم المشية التقليدية الرسمية.
- فشل بوش كمنظم ورئيس حقيقي للبلاد في الثمانية الأشهر الأولى لولايته، وتفضيل الرئيس ترك مقر الرئاسة وقضائه معظم وقته في العطلات والإجازات (42% من وقته قضاه في العطلات والإجازات).
- مشاهد من أحداث 11 سبتمبر 2001، الأسى، الحزن، الهلع، الموتى والخراب.
- وصول خبر أول ضربات 11/9 لمسامع بوش وهو في طريقه لزيارة إحدى المدارس الابتدائية في ولاية فلوريدا ولكن بوش لا يحرك ساكنا بل قرر المضي في زيارته.
- وصول خبر الضربة الثانية لمسامع بوش ولكنه يفضل البقاء في المدرسة ويذهب إلى قراءة قصة «عنزاتي الأليفة» مع تلاميذ المدرسة الابتدائية التي كان يزورها.
- خروج وسفر 142 سعوديا بينهم 24 من آل بن لادن من الأراضي الأمريكية بالرغم من فرض حظر صارم على الطيران الأمريكي.
- آل بن لادن وأسامة بن لادن، مقابلة الأمير بندر بن سلطان سفير المملكة العربية السعودية لأمريكا مع لاري كينغ في برنامجه على قناة السي إن إن.
- السجلات العسكرية لبوش، وتفسير شطب اسم صديقه جيمس آر باث منها.
- من هو جيمس آر باث.
- بدايات جورج دبليو بوش واستثماراته في مجال النفط.
- مجموعة كارلايل غروب.
- عائلة بوش وآل بن لادن، والاستثمارات السعودية في الولايات المتحدة الأمريكية مرتفعة للغاية وتصل إلى 860 مليار دولار أمريكي منها 1.4 مليار مدفوعات لبوش وأصدقائه ومعاونيه.
- عرقلة التحقيقات التي تقوم بها الجهات السياسية المختلفة والجهات المستقلة بما يخص أحداث 11 سبتمبر 2001.
- شركة محاماة جيمس بيكر تتولى مهمة الدفاع في القضايا التي رفعتها عائلات الضحايا لأحداث 11 سبتمبر.
- السفارة السعودية في الولايات المتحدة الأمريكية تحت حماية مكتب الاستخبارات الأمريكية.
- الهجوم على أفغانستان بعد 4 أسابيع من 11/9 وعلى مخبأ أسامة بن لادن بعد شهرين من 11/9.
- الاهتمام بالنفط، خط أنابيب الغاز الطبيعي المار بأفغانستان والممتد من بحر قزوين لغاية سواحل باكستان، ورسو صفقة الحفر في بحر قزوين على شركة هاليبرتون التي يرأسها ديك تشيني.
- زيارة وفد قادة طالبان لتكساس عندما كان بوش حاكما لها عام 1991 م ولقاءاتهم مع شركة يونوكال، وزيارة سيد رحمة الله الهاشمي الوزير الطالباني لأمريكا في مارس 2001 م.
- تنصيب حامد كرزاي المستشار السابق لشركة يونوكال رئيسا على أفغانستان، وتعيين زلماي خليل زاد المستشار السابق لشركة يونوكال كمبعوث الحكومة الأمريكية لأفغانستان.
- أسامة بن لادن لم يعد مركز الاهتمام الأمريكي، وبداية سيناريوهات الحرب على الإرهاب.
- سيناريوهات التهديد التي أطلقت في جميع أنحاء أمريكا: التهديد الإرهابي في أي مكان، وكل منطقة يمكن أن تكون مستهدفة.
- الهلع الذي عم أمريكا نتيجة الأخبار التي نشرتها وسائل الإعلام والتي تتحدث عن احتمالية تعرض أمريكا لهجمات إرهابية جديدة قبيل العيد.
- الهجمات الإرهابية المتوقعة بحسب الإعلام هي على تاباهانوك في فيرجينيا البلدة الريفية ذات الـ 2016 نسمة.
- سيناريوهات التهديد التي أطلقت في جميع أنحاء أمريكا: التهديد الإرهابي في أي مكان وكل منطقة يمكن أن تكون مستهدفة.
- قانون باتريوت آكت الأمريكي: مراقبة كاملة وشاملة على الشعب وعلى أمورهم وسجلاتهم الشخصية.
- موافقة الكونغرس الأمريكي على قانون باتريوت آكت من دون قراءة ما جاء فيه، تطوع مايكل لقراءته لهم بينما يجول منطقة مبنى الكونغرس بإحدى حافلات بيع الآيس كريم.
- قصص أمن المطار وقصة الصغير باتريك هاملتون وأمه التي اضطرت لشرب 2 أونصة من حليب صدرها الذي كانت قد عبأته خصيصا لإرضاع صغيرها منه لأن موظفة أمن المطار خافت من أن يكون الموجود في الزجاجة خطرا على ركاب الطائرة.
- تخفيضات الميزانية وما سببه من نقص في عدد مراكز الشرطة المنتشرة في البلاد.
- أسامة بن لادن لم يعد مركز الاهتمام الأمريكي، والعمل على ربط العراق بتنظيم القاعدة، وجود أسلحة دمار شامل في العراق.
- بدء الهجوم على العراق في 19 مارس 2003:
- واقع الحرب، الضحايا الأبرياء، القتلى من المدنيين، الأطفال، الجنود الشباب، موسيقى الروك في الحرب.
- أسباب الحرب، وتصريحات الحكومة الأمريكية بامتلاك العراق لأسلحة الدمار الشامل والأسلحة الكيماوية.
- تشكيل ائتلاف أصحاب النية في نزع أسلحة العراق برئاسة أمريكا.
- التغطية الأمريكية لوقائع الحرب والتعتيم الإعلاني المرافق لإصابات جنودها.
- التعذيب، التمثيل بالجثث، عمليات اختطاف الأجانب، نقص في عديد القوات الأمريكية.
- تجنيد الجنود في الأحياء الفقيرة في الولايات المتحدة الأمريكية باعتبار أن الجيش هو خيارهم الوحيد للعيش والاستمرار.
- مقابلة مع ليلا ليبسكومب أم أحد الجنود والتي ستفقد ابنها في وقت لاحق من الفيلم، التطوع في الجيش خيار ممتاز لسكان بلدة فلنت.
- مقابلات مع شبان أمريكان يرون التطوع حلا لمشاكلهم، طرق التجنيد المتبعة سواء عن طريق إعلانات التطوع أو عن طريق المندوبين الذين يجولون الشوارع سعيا وراء تطويع الشبان.
- عشية الميلاد في العراق وحيثيات احتفال الجنود بالعيد.
- ليلا ليبسكومب تشرح عن أحوال عائلتها والعائلات الأخرى التي أفرادها كانوا أو ما زالوا في الجيش، كرهها للمتظاهرين المناهضين للحرب لأنها تراهم يسيئون لصورة ابنها.
- الشبان العراقيون والجنود الأمريكان، الجنود يلعبون ويلهون بأجساد العراقيين.
- إجراءات بوش تجاه جنوده: تخفيض الرواتب، تخفيض الإعانات لأسر الجنود، رفضه الموافقة على ميزانية تم اقتراحها لقدامى الحرب... واقع وأحوال الجنود الأمريكان العائدون إلى الوطن.
- ليلا ليبسكومب مع زوجها وعائلتها تتحدث عن ابنها المتوفى أثناء خدمته في العراق.
- شركة هاليبرتون ومؤتمر إعادة تعمير العراق، المؤتمر يوضح للشركات الأمريكية عن الأرباح الهائلة التي ستجنيها في العراق.
- شركة هاليبرتون والتي غالبا ما تحتكر الصفقات والعقود ذات الأرباح العالية لنفسها.
- ليلا ليبسكومب وزيارتها لواشنطن دي.سي. ومرورها على منطقة البيت الأبيض.
- لا جدوى من الحرب، استغلال الفقراء، الحرب لأسباب مالية.
- هناك أقلية ضئيلة جدا من أبناء النواب يخدمون في الجيش الأمريكي المتواجد في العراق (فمن أصل 535 نائبا هناك نائب واحد فقط يخدم ابنه في العراق).
- مايكل مور في كابيتول هيل يحاول أن يرى كم عضوا من أعضاء الكونغرس الأمريكي سيستطيع إقناعهم بتجنيد وإرسال أحد أبناءهم إلى العراق.
- مقارنة بين الحرب على الإرهاب والحرب الأبدية لجورج أورويل عام 1984 م، والذي يرى بأن الحروب ليست مهمة فيما إذا كانت حقيقة أو لا فيما إذا كان النصر ممكنا بها أم لا، بل أهميتها في استمرارها، هدفها الحفاظ على السلطة، عن طريق الاستفادة من الفقر والجهل.

## الشخصيات
- بن أفليك - ستيفي وندر - جورج دبليو بوش - جيمس بيكر الثالث - آل غور - كوندوليزا رايس - دونالد رامسفيلد - صدام حسين - جورج بوش الأب - ريكي مارتن - أسامة بن لادن - لاري كينغ - بندر بن سلطان بن عبد العزيز آل سعود - بيل كلينتون - ديك تشيني - توني بلير - حامد كرزاي - زلماي خليل زاد - مايكل مور - بريتني سبيرز - باربرا بوش - لورا بوش - روبرت دي نيرو - كولن باول - برنارد شو - جون ميجور - هيلين توماس - جون ادواردز - بيتر جينينغز - جون بون جوفي
- ديفيد إتش. سوتر - جورج تينيت - كلارنس توماس - ماكسين ووترز - جودي وودروف - بولا زان - ريتشارد جيفارت - توم داشل - جيفري توبن - بايرون دورغان - كريغ أنغر - روبرت جوردان - دان بريودي - توماس كين - ريتشارد كلارك - بول وولفويتز - مارثا بريل أولكت - كينيث لاي - سيد رحمة الله هاشمي - جيم مكدرموت - جون ريفرز - ديف بوندي - ستانلي كلارك - جون آشكروفت - توماس بيكارد - بورتر جوس - جون كونيرز - تامي بالدوين - باتريك هاملتون - ريمون بلوهار - أبدول هندرسون - سام كبة - جون تانر - مايكل كاسل - جون تي. دوليتل - نيك بيرج - روث بادر غينسبورغ - ريتشارد بن فينيستي - وولف بليتزر - ستيفن ج. بريير - توم بروكاو - باربرا بيرس بوش - جب بوش - جينا بوش - تاكر كارلسون - نيل كافوتو - كاتي كوري - مايك عمانوئيل - آري فليشر - تومي فرانكس - تشارلز غيبسون - تيبر غور - جيف غرينفيلد - كاثرين هاريس - دينيس هاستيرت - بريت هيوم - جيسي جاكسون الابن - أنتوني إم. كنيدي - تيد كوبل - مات لاوير - سينثيا ماكيني - تيموثي ماكفي - باتسي مينك - ساندرا داي اوكونور - بل دان - وليام رينكويست - توم ريدج - جون روبرتس - تيم روزيرت - أنطونين سكاليا - ماكس شريك - كينيث "الوجه الطفولي" إدموندز
- جاك كلونان - روزماري ديلارد - جيمس سي. مور - فرانسيس سترويك - ميل سترويك - روي غلادينغ - آرون كيلنر - ريتشارد بيرس - باري راينغولد - توماس هاميل - دايل كورتمان - جورج سيغالوس - غوردون بوبيت - غرانت هابر - بلين أوبير - ديف ليسار - مايكل ميلي - يوسف سليمان - خليل بن لادن - كيف بريور - بيتر ديمون - كارول آشلي
- الشرطي بروكس: موظف في مركز شرطة ولاية أورغن
- الشرطي كينيون: موظف في مركز شرطة ولاية أورغن
- ليلا ليبسكومب: والدة أحد الجنود الذين توفوا في العراق من بلدة فلنت، ميشيغان، الولايات الأمريكية المتحدة
- هوارد ليبسكومب: زوج ليلا ليبسكومب
- بالإضافة إلى العديد من الشخصيات السياسية الأمريكية والسعودية ورجال الأعمال والجنود الأمريكان والمواطنين الأمريكيين والعراقيين...[2]

## التوزيع
كانت مهمة توزيع الفيلم والتي بدأت في 23 يونيو 2004 واقعة على عاتق العديد من شركات الإنتاج السينمائي وشركات التوزيع السينمائي؛ ففي أمريكا تولت كل من شركة أي إف سي فيلمز وشركة ليونز غايت إنترتينمنت وشركة فيلوشيب أدفينتشر غروب توزيع النسخة الأساسية للفيلم وفي كندا شركة أليانس أتلانتس فيفا فيلم وبقيت حقوق الملكية ملكا لشركة ويست سايد برودكشن سيرفس. بينما بُدِأ بتوزيع نسخ الدي في دي والفي إتش إس بتاريخ 5 أكتوبر 2004.
 واستطاع الفيلم أن يحقق نجاها باهرا على صعيد التوزيع والإيرادات.

### إيرادات شباك التذاكر
| أداء شباك التذاكر       |                |              |
| الميزانية :             | 6,000,000.00   | دولار أمريكي |
| إجمالي الإيراد المحلي:  | 119,194,771.00 | دولار أمريكي |
| إجمالي الإيراد الدولي : | 103,252,111.00 | دولار أمريكي |
| إجمالي الإيراد العام :  | 222,446,882.00 | دولار أمريكي |

### نسخة الدي في دي
تم تجهيز النسخة في وقت قصير جدا بحيث تم إطلاقها بعد حوالي الثلاثة أشهر من إصدار الفيلم وقد كسرت مبيعات النسخ الرقم القياسي لسجلات مبيعات الأفلام للاستخدام المنزلي حيث تم بيع أكثر من مليوني نسخة في اليوم الأول ووصلت عدد النسخ المباعة إلى 3 ملايين نسخة في الأسبوع الأول كان منها 1.4 مليون نسخة لمحلات إيجار الأفلام المنزلية.

### كتيب فهرنهايت
تم إصدار كتيب عن الفيلم باسم كتيب فهرنهايت 11/9 الرسمي، احتوى على النص السينمائي الكامل للفيلم، وثائق وتوثيقات لمصادر المخرج مايكل مور، مراسلات مشاهدي الفيلم لمايكل مور، مراجع المخرج ومصادره، مقالات سياسية وصور ورسومات كرتونية عن الفيلم وذلك في 373 صفحة من إصدار الناشر سيمون & شوستر عام 2004 م ISBN ـ 074327380X, 9780743273800.

## موسيقى الفيلم
تم استخدام العديد من الأغاني والألحان الموسيقية المعروفة والمشهورة وقد تم انتقائها بحيث تجاري الأحداث في الفيلم
| اسم الأغنية                                 | من عام | الاسم بالإنكليزية                                             | ملاحظات | ملاحظات | ملاحظات |
| العطلة                                      | 1982 م | Vacation                                                      | .       |         |         |
| كانتوس في ذكرى بينجامين بريتين              | 1977 م | Cantus in Memory of Benjamin Britten                          | .       |         |         |
| علينا الخروج من هذا المكان                  | 1965 م | We Gotta Get Out of This Place                                | .       |         |         |
| حملة التفتيش                                | 1947 م | Dragnet March                                                 | .       |         |         |
| الخطر أمامنا                                | 1947 م | Danger Ahead                                                  | .       |         |         |
| الكوكائين                                   | 1970 م | Cocaine                                                       | .       |         |         |
| ناس سعيدين مشرقين                           | 1991 م | Shiny Happy People                                            | .       |         |         |
| الروائع السبعة                              | 1960 م | The Magnificent Seven                                         | .       |         |         |
| مسدس بيتر                                   | 1958 م | Peter Gunn                                                    | .       |         |         |
| شاحنة الآيس كريمِ رقم 5                      | .      | Ice Cream Truck #5                                            | .       |         |         |
| الرشق وسع العين                             | .      | L'Eyefull Shower                                              | .       |         |         |
| كريت الصغيرة                                | 2004 م | Crete Petit                                                   | .       |         |         |
| اليوم المثالي                               | 1972 م | Perfect Day                                                   | .       |         |         |
| حرق ماء النار                               | 1996 م | Fire Water Burn                                               | .       |         |         |
| قضية البطل الأمريكي الأعظم "صدق أو لا تصدق" | 1981 م | The Theme from The Greatest American Hero "Believe It or Not" | .       |         |         |
| جهاز التنفس                                 | 1969 م | Aqualung                                                      | .       |         |         |
| مشية بوبي                                   | .      | Bobby's Walk                                                  | .       |         |         |
| سانتا كلوز قادم للمدينة                     | 1934 م | Santa Claus is Coming to Town                                 | .       |         |         |
| روكينغ في العالم الحر                       | 1989 م | Rockin' in the Free World                                     | .       |         |         |
| دع النسر يرتفع                              | 2001 م | Let the Eagle Soar                                            | .       |         |         |
| أمريكا الجميلة                              | 1882 م | America the Beautiful                                         | .       |         |         |
| ليل صامت، ليل مقدّس                          | 1818 م | Silent Night, Holy Night                                      | .       |         |         |
| مسيرة واشنطن بوست                           | 1889 م | Washington Post March                                         | .       |         |         |
| أجسام                                       | 2001 م | Bodies                                                        | .       |         |         |
| أود لو أغير العالم                          | 1971 م | I'd Love to Change The World                                  | .       |         |         |

## مهرجانات
شارك الفيلم في المهرجانات السينمائية التالية
| اسم المهرجان                    | البلد                      | تاريخ المشاركة | وحصد فيه الجائزة أو الجوائز التالية:                      |
| مهرجان كان السينمائي            | فرنسا                      | 17 مايو 2004   | جائزة الاتحاد الدولي لنقاد الأفلام & جائزة النخلة الذهبية |
| مهرجان لوس أنجلس السينمائي      | الولايات المتحدة الأمريكية | 22 يونيو 2004  | ـ                                                         |
| مهرجان كارلوفي فاري السينمائي   | جمهورية التشيك             | 7 يوليو 2004   | ـ                                                         |
| مهرجان ملبورن السينمائي الدولي  | أستراليا                   | 15 يوليو 2004  | ـ                                                         |
| مهرجان أوكلاند السينمائي الدولي | نيوزيلاندا                 | 20 يوليو 2004  | ـ                                                         |
| مهرجان ويلنغتون السينمائي       | نيوزيلاندا                 | 20 يوليو 2004  | ـ                                                         |
| مهرجان دوندين السينمائي الدولي  | نيوزيلاندا                 | 22 يوليو 2004  | ـ                                                         |
| مهرجان أثينا السينمائي          | اليونان                    | 23 سبتمبر 2004 | ـ                                                         |

## جوائز
ترشح الفيلم للعديد من الجوائز وفاز بكثير منها وانتهى المطاف به بالفوز بـ 26 جائزة و12 ترشيحا
.
| جوائز مجتمع المؤلفين والنقاد والناشرين الأمريكان لموسيقى الأفلام والتلفزيون أسكاب |         |                                    | |
| عام                                                                               | النتيجة | الجائزة                            | عن الفئة / المتلقي |
| 2005 م                                                                            | فاز بـ  | جائزة أسكاب                        | أعلى فيلم في البوكس أوفيس جيف جيبس                                                                                    |
| محررو السينما الأمريكيين                                                          |         |                                    | |
| عام                                                                               | النتيجة | الجائزة                            | عن الفئة / المتلقي |
| 2005 م                                                                            | ترشح لـ | إيدي                               | أفضل توليف لفيلم وثائقي كورت إنغفير تود وودي ريتشمان كريستوفر سيوارد                                                  |
| جوائز بوديل، كوبنهاغن، الدنمارك                                                   |         |                                    | |
| عام                                                                               | النتيجة | الجائزة                            | عن الفئة / المتلقي |
| 2005 م                                                                            | ترشح لـ | بوديل                              | أفضل فيلم أمريكي مايكل مور                                                                                            |
| جوائز بريطانيا للأفلام المستقلة                                                   |         |                                    | |
| عام                                                                               | النتيجة | الجائزة                            | عن الفئة / المتلقي |
| 2004 م                                                                            | ترشح لـ | جائزة بريطانيا للأفلام المستقلة    | أفضل فيلم أجنبي |
| جوائز مؤسسة الأفلام المذاعة لنقاد الأفلام، الولايات المتحدة الأمريكية             |         |                                    | |
| عام                                                                               | النتيجة | الجائزة                            | عن الفئة / المتلقي |
| 2005 م                                                                            | فاز بـ  | جائزة اختيار النقاد                | أفضل مزايا وثائقية |
| مهرجان كان السينمائي                                                              |         |                                    | |
| عام                                                                               | النتيجة | الجائزة                            | عن الفئة / المتلقي |
| 2004 م                                                                            | فاز بـ  | جائزة الاتحاد الدولي لنقاد الأفلام | التنافس مايكل مور |
| 2004 م                                                                            | فاز بـ  | النخلة الذهبية                     | مايكل مور |
| جوائز مؤسسة شيكاغو لنقاد الأفلام شفكا                                             |         |                                    | |
| عام                                                                               | النتيجة | الجائزة                            | عن الفئة / المتلقي |
| 2004 م                                                                            | فاز بـ  | جائزة شفكا                         | أفضل فيلم وثائقي |
| جوائز سيزار، فرنسا                                                                |         |                                    | |
| عام                                                                               | النتيجة | الجائزة                            | عن الفئة / المتلقي |
| 2005 م                                                                            | ترشح لـ | جائزة سيزار                        | أفضل فيلم أجنبي مايكل مور                                                                                             |
| جوائز مؤسسة دالاس فورت لنقاد الأفلام القيمة دفوبكا                                |         |                                    | |
| عام                                                                               | النتيجة | الجائزة                            | عن الفئة / المتلقي |
| 2005 م                                                                            | فاز بـ  | جائزة دفوبكا                       | أفضل فيلم وثائقي |
| نقابة المخرجين الأمريكيين دغا                                                     |         |                                    | |
| عام                                                                               | النتيجة | الجائزة                            | عن الفئة / المتلقي |
| 2005 م                                                                            | ترشح لـ | جائزة دغا                          | أبرز إنجاز إخراجي لفيلم وثائقي مايكل مور                                                                              |
| الجوائز الأوربية للأفلام، (استضافتها أسبانيا)                                     |         |                                    | |
| عام                                                                               | النتيجة | الجائزة                            | عن الفئة / المتلقي |
| 2004 م                                                                            | ترشح لـ | جائزة الشاشة الدولية               | مايكل مور |
| جوائز حلقة فلوريدا لنقاد الأفلام ففكس                                             |         |                                    | |
| عام                                                                               | النتيجة | الجائزة                            | عن الفئة / المتلقي |
| 2004 م                                                                            | فاز بـ  | جائزة ففكس                         | أفضل فيلم وثائقي |
| جوائز المقطورة الذهبية، الولايات المتحدة الأمريكية                                |         |                                    | |
| عام                                                                               | النتيجة | الجائزة                            | عن الفئة / المتلقي |
| 2005 م                                                                            | فاز بـ  | المقطورة الذهبية                   | أفضل فيلم وثائقي |
| جوائز غوثام، نيويورك، الولايات المتحدة الأمريكية                                  |         |                                    | |
| عام                                                                               | النتيجة | الجائزة                            | عن الفئة / المتلقي |
| 2004 م                                                                            | ترشح لـ | أفضل وثائقي                        | مايكل مور |
| مهرجان هوليود السينمائي                                                           |         |                                    | |
| عام                                                                               | النتيجة | الجائزة                            | عن الفئة / المتلقي |
| 2004 م                                                                            | فاز بـ  | فيلم هوليود لهذا العام             | مايكل مور |
| جوائز إيماج، الولايات المتحدة الأمريكية                                           |         |                                    | |
| عام                                                                               | النتيجة | الجائزة                            | عن الفئة / المتلقي |
| 2005 م                                                                            | ترشح لـ | جائزة إيماج                        | أبرز صورة متحركة |
| مؤسسة التوثيق الدولي إدا، الولايات المتحدة الأمريكية                              |         |                                    | |
| عام                                                                               | النتيجة | الجائزة                            | عن الفئة / المتلقي |
| 2004 م                                                                            | فاز بـ  | جائزة إدا                          | مزايا وثائقية مايكل مور كاثلين غلون جيم تسزارنيتشكي                                                                   |
| جوائز أيرلندا للأفلام والتلفزيون                                                  |         |                                    | |
| عام                                                                               | النتيجة | الجائزة                            | عن الفئة / المتلقي |
| 2004 م                                                                            | ترشح لـ | جائزة الجمهور                      | أفضل فيلم دولي |
| جوائز حلقة مدينة كانساس لنقاد الأفلام كسفكس                                       |         |                                    | |
| عام                                                                               | النتيجة | الجائزة                            | عن الفئة / المتلقي |
| 2005 م                                                                            | فاز بـ  | جائزة كسفكس                        | أفضل فيلم وثائقي |
| جوائز مجتمع لاس فيغاس لنقاد الأفلام                                               |         |                                    | |
| عام                                                                               | النتيجة | الجائزة                            | عن الفئة / المتلقي |
| 2005 م                                                                            | فاز بـ  | جائزة سييرا                        | أفضل فيلم وثائقي |
| الهيئة الوطنية للمراجعة، الولايات المتحدة الأمريكية                               |         |                                    | |
| عام                                                                               | النتيجة | الجائزة                            | عن الفئة / المتلقي |
| 2004 م                                                                            | فاز بـ  | جائزة حرية التعبير                 | . |
| جوائز حلقة نيويورك لنقاد الأفلام                                                  |         |                                    | |
| عام                                                                               | النتيجة | الجائزة                            | عن الفئة / المتلقي |
| 2004 م                                                                            | فاز بـ  | جائزة حلقة نيويورك لنقاد الأفلام   | أفضل فيلم غير خيالي                                                                                                   |
| جوائز مجتمع النقاد للأفلام الأون لاين وفكس، الولايات المتحدة الأمريكية            |         |                                    | |
| عام                                                                               | النتيجة | الجائزة                            | عن الفئة / المتلقي |
| 2005 م                                                                            | فاز بـ  | جائزة وفكس                         | أفضل فيلم وثائقي |
| جوائز اختيار الجمهور، الولايات المتحدة الأمريكية                                  |         |                                    | |
| عام                                                                               | النتيجة | الجائزة                            | عن الفئة / المتلقي |
| 2005 م                                                                            | فاز بـ  | جائزة اختيار الجمهور               | الصورة المتحركة الأفضل                                                                                                |
| جوائز مجتمع العنقاء لنقاد الأفلام ففكس، الولايات المتحدة الأمريكية                |         |                                    | |
| عام                                                                               | النتيجة | الجائزة                            | عن الفئة / المتلقي |
| 2004 م                                                                            | فاز بـ  | جائزة ففكس                         | أفضل فيلم وثائقي |
| جوائز راتسيز، الولايات المتحدة الأمريكية                                          |         |                                    | |
| عام                                                                               | النتيجة | الجائزة                            | عن الفئة / المتلقي |
| 2005 م                                                                            | فاز بـ  | جائزة راتسي                        | أسوء ممثل جورج دبليو بوش                                                                                              |
| 2005 م                                                                            | فاز بـ  | جائزة راتسي                        | أسوء ثنائي شاشة جورج دبليو بوش كوندوليزا رايس "عنزاتي الأليفة" جورج دبليو بوش & إما: كوندوليزا رايس أو عنزاتي الأليفة |
| 2005 م                                                                            | فاز بـ  | جائزة راتسي                        | أسوء ممثل مساند دونالد رامسفيلد                                                                                       |
| 2005 م                                                                            | فاز بـ  | جائزة راتسي                        | أسوء ممثلة مساندة بريتني سبيرز                                                                                        |
| 2005 م                                                                            | ترشح لـ | جائزة راتسي                        | أسوء ممثلة مساندة كوندوليزا رايس                                                                                      |
| مهرجان روبرت، كوبنهاغن، الدنمارك                                                  |         |                                    | |
| عام                                                                               | النتيجة | الجائزة                            | عن الفئة / المتلقي |
| 2005 م                                                                            | ترشح لـ | روبرت                              | أفضل فيلم أمريكي مايكل مور                                                                                            |
| جوائز حلقة سان فرانسيسكو لنقاد الأفلام سففكس                                      |         |                                    | |
| عام                                                                               | النتيجة | الجائزة                            | عن الفئة / المتلقي |
| 2004 م                                                                            | فاز بـ  | جائزة سففكس                        | أفضل فيلم وثائقي |
| مهرجان سراييفو للأفلام                                                            |         |                                    | |
| عام                                                                               | النتيجة | الجائزة                            | عن الفئة / المتلقي |
| 2004 م                                                                            | فاز بـ  | جائزة الجمهور                      | مايكل مور |
| جوائز ساتيلايت، الولايات المتحدة الأمريكية                                        |         |                                    | |
| عام                                                                               | النتيجة | الجائزة                            | عن الفئة / المتلقي |
| 2005 م                                                                            | ترشح لـ | جائزة الساتيلايت الذهبية           | أفضل دي في دي وثائقي                                                                                                  |
| جوائز المؤسسة الجنوبية الشرقية لنقاد الأفلام سيفكا                                |         |                                    | |
| عام                                                                               | النتيجة | الجائزة                            | عن الفئة / المتلقي |
| 2004 م                                                                            | فاز بـ  | جائزة سيفكا                        | أفضل فيلم وثائقي |
| حلقة فانكوفر لنقاد الأفلام ففكس، كندا                                             |         |                                    | |
| عام                                                                               | النتيجة | الجائزة                            | عن الفئة / المتلقي |
| 2005 م                                                                            | فاز بـ  | جائزة ففكس                         | أفضل فيلم وثائقي |
| جوائز مؤسسة منطقة واشنطن دي سي لنقاد الأفلام وافكا                                |         |                                    | |
| عام                                                                               | النتيجة | الجائزة                            | عن الفئة / المتلقي |
| 2004 م                                                                            | فاز بـ  | جائزة وافكا                        | أفضل فيلم وثائقي |

## الفيلم في الصحافة العربية
عناوين بعض المقالات في الصحافة العربية التي تناولت الفيلم أو الأحداث المترتبة عنه:
- فيلم عن هجمات سبتمبر يثير جدلا بالولايات المتحدة.[10]
- مايكل مور يشن حملة شعواء على بوش في كان.[11]
- فيلم ينتقد بوش يفوز بجائزة مهرجان كان.[12]
- مور يسخر من بوش بعد غنيمته الذهب في كان.[13]
- البيت الأبيض ينتقد فيلم 11-9 فهرنهايت.[14]
- السينمائيون الأميركيون يحتفون بفيلم 11/9 فهرنهايت.[15]
- الفيلم الأمريكي (فهرنهايت 11/9) للمخرج مايكل مور منع في أمريكا.. وفاز بجائزة كبرى في فرنسا.[16]
- فهرنهايت 11/9 يشهد حضورا محدودا في القاهرة.[17]
- مور يعرض فيلم 11-9 فهرنهايت بمسقط رأس بوش.[18]
- العائلة المالكة بالسعودية تهاجم المخرج مايكل مور.[19]
- مايكل مور يرفض ترشيح فهرنهايت 9/11 للأوسكار.[20]
- مور يحظى بتأييد جنود أميركيين في العراق.[21]
- مور يضحي بالأوسكار ويعرض 11/9 عبر التلفزيونات.[22]
- مور يعتزم إنتاج فهرنهايت ثان.[23]
- استبعاد آلام المسيح وفهرنهايت من ترشيحات غولدن غلوب.[24]
- أفلام مثيرة.[25]
- فهرنهايت 11/9 والكتاب.[26]
- السينما الأميركية تصحو متأخرة على معالجة الهجمات - الأفلام الوثائقية.[27]

## وصلات خارجية
- فهرنهايت 9/11 على موقع IMDb (الإنجليزية)
- فهرنهايت 9/11 على موقع ميتاكريتيك (الإنجليزية)
- فهرنهايت 9/11 على موقع الموسوعة البريطانية (الإنجليزية)
- فهرنهايت 9/11 على موقع روتن توميتوز (الإنجليزية)
- فهرنهايت 9/11 على موقع نتفليكس (الإنجليزية)
- فهرنهايت 9/11 على موقع قاعدة بيانات الأفلام العربية
- فهرنهايت 9/11 على موقع ألو سيني (الفرنسية)
- فهرنهايت 9/11 على موقع Turner Classic Movies (الإنجليزية)
- فهرنهايت 9/11 على موقع أول موفي (الإنجليزية)
- فهرنهايت 9/11 على موقع بوكس أوفيس موجو (الإنجليزية)